# سیارک ۱۲۱۴۱
سیارک ۱۲۱۴۱ (به انگلیسی: 12141 Chushayashi، نامگذاری:4112P-L) دوازده هزار و صد و چهل و یکمین سیارک کشف شده‌است که در ۲۴ سپتامبر ۱۹۶۰ کشف شد.